# Tecate (California)
Tecate è una comunità non incorporata (unincorporated community), nell'area conosciuta come Mountain Empire, nella parte sud-orientale della contea di San Diego, in California, direttamente adiacente alla città messicana di Tecate, Bassa California. L'area è nota soprattutto per essere al confine tra gli Stati Uniti d'America e il Messico e la sua vicinanza al Tecate Peak. È affettuosamente soprannominata "Tecatito".